# 哈銘
哈銘（はめい、生年不詳 - 1503年）は、明代の官僚・軍人。モンゴルの出身。

## 生涯
正統14年（1449年）、土木の変で明の英宗がオイラトのエセン・ハーンに連行されると、哈銘は幼くして父が通事（通訳）となったのに従い、英宗に近侍するようになった。英宗はエセンとその部下を説得しようと、哈銘を使者として派遣した。エセンらも英宗に対する要求があるときには、哈銘を伝達役として使った。英宗は遊牧民の生活風習に慣れず、南方の故国を望んでは鬱屈としていた。哈銘は袁彬とともに帝に語りかけて慰めた。エセンの腹心となった宦官の喜寧がたびたび哈銘と袁彬を殺害しようとした。
景泰元年（1450年）、哈銘は英宗に従って北京に入った。楊姓を賜って、楊銘を名乗った。天順元年（1457年）、錦衣衛指揮僉事となった。天順3年（1459年）、副千戸に降格され、貴州衛に左遷された。天順5年（1461年）、曹欽の乱を鎮圧した功績により、錦衣衛指揮同知となった。成化2年（1466年）、劉千斤の乱の鎮圧に功績があった。成化3年（1467年）、錦衣衛指揮使に上った。たびたび外国への使節に参加して、通事をつとめた。成化23年（1487年）、弘治帝が即位すると、伝奉官が粛清されたが、哈銘は塞外での侍衛の功により、以前の官を維持した。弘治16年（1503年）、在官のまま死去した。
著書に『正統臨戎録』1巻・『北狩事蹟』1巻があった。